# Gayle Hunnicutt
Gayle Hunnicutt, född 6 februari 1943 i Fort Worth, Texas, död 31 augusti 2023 i London, Storbritannien, var en amerikansk skådespelare.
Efter en del skådespelarerfarenhet från lokala teatrar gjorde hon filmdebut 1966 i De vilda änglarna, och spelade i Scorpio (1974). Åren 1989–1991 medverkade hon i TV-serien Dallas.
Hunnicutt var gift med skådespelaren David Hemmings 1968–1975. Tillsammans är de föräldrar till skådespelaren Nolan Hemmings.

## Filmografi i urval
- De vilda änglarna (1966)
- Smart (1966)
- Kärlek ombord (1980)
- The Adventures of Sherlock Holmes (1984)
- A Woman of Substance (1985)
- Dallas (1989)